# Zwitserland op de Olympische Zomerspelen 2004
Zwitserland nam deel aan de Olympische Zomerspelen 2004 in Athene, Griekenland. In vergelijking met de vorige Spelen werd eveneens 1 gouden medaille behaald, maar het aantal zilver was toen 6 en nu 1. Er werd dit keer 1 bronzen medaille meer gewonnen.

## Medailleoverzicht
| Sport      | Olympiër                      | Discipline     | Medaille |
| ---------- | ----------------------------- | -------------- | -------- |
| Schermen   | Marcel Fischer                | degen          | Goud     |
| Wielrennen | Franco Marvulli Bruno Risi    | madison        | Zilver   |
| Triatlon   | Sven Riederer                 | mannen         | Brons    |
| Volleybal  | Patrick Heuscher Stefan Kobel | beachvolleybal | Brons    |
| Wielrennen | Karin Thürig                  | wegtijdrit     | Brons    |

## Resultaten en deelnemers per onderdeel

### Atletiek
Mannen 800 meter:
- André Bucher
  - Eerste ronde: 1:47.34 (3e in serie 8, ging niet verder, 38e overall)

Mannen 5000 meter:
- Christian Belz
  - Eerste ronde, 13:29.59 (12e in serie 1, ging niet verder, 22e overall)

Marathon, mannen:
- Viktor Röthlin
  - Niet beëindigd

Mannen 400 meter horden:
- Cedric El Idrissi
  - Eerste ronde, 49.44 s (6e in serie 4, ging niet verder, 24e overall)

Mannen kogelslingeren:
- Patric Suter
  - Kwalificatie: 73.54 m (9e in Groep A, ging niet verder, 23e overall)

Vrouwen, 800 m:
- Anita Bragger
  - Eerste ronde: 2:04.00 (4e in serie 6, ging niet verder, 31e overall)

Vrouwen, hoogspringen:
- Corinne Muller
  - Kwalificatie: 1.89 m (T-10e in Groep A, ging niet verder, T-23e overall)

Vrouwen, polsstokhoogspringen:
- Nadine Rohr
  - Kwalificatie: 4.15 m (T-13e in Groep B, ging niet verder, T-24e overall)

Vrouwen, 20 km snelwandelen:
- Marie Polli
  - 1:37:53 (39e overall)

### Kanovaren

#### Vlakwater
Mannen, k-1 500 m:
- Simon Faeh
  - Serie: 1:42.415 (7e in serie 3, ging door naar de halve finale)
  - Halve finale: 1:41.039 (5e in halve finale 2, ging niet verder, 15e overall)

Mannen, k-1 1000 m:
- Simon Faeh
  - Serie: 3:41.392 (6e in serie 2, ging door naar de halve finale)
  - Halve finale: 3:37.569 (8e in halve finale 1, 17e overall)

#### Slalom
Mannen, slalom C-1:
- Ronnie Duerrenmatt
  - Kwalificatie: 206.46 (Run 1: 103.91, 8e overall, Run 2: 102.55, 6e overall, 8e overall, gekwalificeerd)
  - Halve finale: 102.52 (11e overall, ging niet verder)

Mannen, slalom K-1:
- Michael Kurt
  - Kwalificatie: 186.79 (Run 1: 94.30, 4e overall, Run 2: 92.49, 1e overall, 1e overall, gekwalificeerd)
  - Halve finale: 103.20 (20e overall, ging niet verder)

Vrouwen, slalom K-1:
- Nagwa el Desouki
  - Kwalificatie: 228.65 (Run 1: 118.38, 12e overall, Run 2: 110.27, 5e overall, 10e overall, gekwalificeerd)
  - Halve finale: 113.24 (9e overall, gekwalificeerd)
  - Finale: 111.80 (Totaal: 225.04, 6e overall)

### Wielersport

#### Mountainbiken
Mannen, crosscountry:
- Ralph Näf
  - 2:19:15 (6e overall, 4:13 achterstand)
- Thomas Frischknecht
  - 2:19:39 (7e overall, 4:37 achterstand)
- Christoph Sauser
  - niet gefinisht

Vrouwen, crosscountry:
- Katrin Leumann
  - 2:16:07 (19e overall, 19:16 achterstand)
- Barbara Blatter
  - niet gefinisht

#### Wegwielrennen
Mannen, wegwedstrijd:
- Markus Zberg
  - 5:41:56 (12e overall, 0:12 achterstand)
- Martin Elmiger
  - 5:41:56 (29e overall, 0:12 achterstand)
- Rubens Bertogliati
  - niet gefinisht
- Fabian Cancellara
  - niet gefinisht
- Grégory Rast
  - niet gefinisht

Mannen, tijdrit:
- Fabian Cancellara
  - 59:42.38 (10e overall, 2:10.64 achterstand)
- Rubens Bertogliati
  - 1:02:16.56 (27e overall, 4:44.82 achterstand)

Vrouwen, wegwedstrijd:
- Priska Doppmann
  - 3:25:42 (18e overall, 1:18 achterstand)
- Barbara Heeb
  - 3:25:42 (28e overall, 1:18 achterstand)
- Nicole Brändli
  - 3:38:39 (38e overall, 4:15 achterstand)

Vrouwen, tijdrit:
- Karin Thürig
  - 31:54.89 (3e overall, 0:44.36 achterstand) (Brons)
- Priska Doppmann
  - 32:40.47 (9e overall, 1:28.94 achterstand)

#### Baanwielrennen
Mannen, madison:
- Franco Marvulli en Bruno Risi
  - 15 punten, 0 laps down (Zilver)

Vrouwen, individuele achtervolging:
- Karin Thürig
  - Kwalificatie: 3:34.746
  - Eerste ronde: Verloor van Leontien Zijlaard-van Moorsel uit Nederland (3:34.831 - 3:28.747, 5e overall)

### Schoonspringen
Mannen, 10 meter platform:
- Jean Romain Delaloye
  - Voorronde: 326.82 (31e overall, ging niet verder)

### Paardensport
Individueel dressuur:
- Silvia Ikle met Salieri CH
  - Eerste kwalificatie: 67.042 (28e overall, gekwalificeerd)
  - Tweede kwalificatie: 71.160 (12e overall, 69.101 gemiddeld, 18e overall, ging niet verder)
- Christian Plaege met Regent
  - Eerste kwalificatie: 66.667 (30e overall, ging niet verder)
- Daniel Ramseier met Palladio
  - Eerste kwalificatie: 63.250 (45e overall, ging niet verder)
- Jasmien Sanche-Burger met Mr G de Lully
  - Eerste kwalificatie: trok zich terug

Team dressuur:
- Silvia Ikle met Salieri CH, Christian Plaege met Regent, Daniel Ramseier met Palladio en Jasmien Sanche-Burger met Mr G de Lully
  - 65.653 (10e overall)

Individueel eventing:
- Marisa Cortesi met Peppermint III
  - Dressuur: 48.40 (26e overall)
  - Crosscountry: 111.00 (Totaal: 159.40, 68e overall)
  - Springconcours, kwalificatie: 12.00 (Totaal: 171.40, 65e overall, ging niet verder)
- Jennifer Eicher met Agent Mulder
  - Dressuur: 65.00 (57e overall)
  - Crosscountry: 0.00 (Totaal: 65.00, T-33e overall)
  - Springconcours, kwalificatie: 12.00 (Totaal: 77.00, 33e overall, ging niet verder)

Individueel springconcours:
- Christina Liebherr met No Mercy
  - Eerste kwalificatie: 9 strafpunten (T-54e overall)
  - Tweede kwalificatie: 0 strafpunten (Totaal: 9 strafpunten, T-23e overall)
  - Derde kwalificatie: 8 strafpunten (Totaal: 17 strafpunten, T-21e overall, gekwalificeerd)
  - Finaleronde A: 8 strafpunten (T-12e overall, gekwalificeerd)
  - Finaleronde B: 9 strafpunten (Totaal: 17 strafpunten, 14e overall)
- Fabio Crotta met Mme Pompadour M
  - Eerste kwalificatie: 5 strafpunten (T-31e overall)
  - Tweede kwalificatie: 8 strafpunten (Totaal: 13 strafpunten, T-33e overall)
  - Derde kwalificatie: 4 strafpunten (Totaal: 17 strafpunten, T-21e overall, gekwalificeerd)
  - Finaleronde A: 16 strafpunten (T-36e overall, ging niet verder)
- Markus Fuchs met Tinka's Boy
  - Eerste kwalificatie: 4 strafpunten (T-19e overall)
  - Tweede kwalificatie: 4 strafpunten (Totaal: 8 strafpunten, T-16e overall)
  - Derde kwalificatie: 13 strafpunten (Totaal: 21 strafpuntalties, T-33e overall, gekwalificeerd)
  - Finaleronde A: retired
- Steve Guerdat met Olympic
  - Eerste kwalificatie: 6 strafpunten (T-42e overall)
  - Tweede kwalificatie: 20 strafpunten (T-55e overall)
  - Derde kwalificatie: 2 strafpunten (Totaal: 28 strafpunten, T-41e overall, ging niet verder)

Team springconcours:
- Christina Liebherr met No Mercy, Fabio Crotta met Mme Pompadour M, Markus Fuchs met Tinka's Boy en Steve Guerdat met Olympic
  - Eerste ronde: 12 strafpunten (T-4e overall, gekwalificeerd)
  - Tweede ronde: 14 strafpunten (Totaal: 26 strafpunten, 5e overall)

Finale, 5e plaats

### Schermen
Mannen, degen:
- Marcel Fischer
  - Laatste 64: bye
  - Laatste 32: Versloeg (33) Ahmed Nabil uit Egypte (15 - 10)
  - Laatste 16: Versloeg (16) Ivan Kovacs uit Hongarije (15 - 7)
  - Kwartfinale: Versloeg (9) Silvio Fernandez uit Venezuela (15 - 13)
  - Halve finale: Versloeg (6) Eric Boisse uit Frankrijk (15 - 9)
  - Finale: Versloeg (27) Wang Lei uit China (15 - 9) (Goud)

### Gymnastiek

#### Turnen
Mannen, turnen individuele meerkamp:
- Andreas Schweizer
  - Kwalificatie: 55.436 punten (27e overall, gekwalificeerd)
    - Vloer: 8.787 punten (72e overall, ging niet verder)
    - Paard voltige: 9.200 punten (51e overall, ging niet verder)
    - Ringen: 9.737 punten (8e overall, gekwalificeerd)
    - Brug: 9.387 punten (47e overall, ging niet verder)
    - Rekstok: 9.225 punten (57e overall, ging niet verder)
    - Paardsprong: 9.100 punten (slechts één sprong)

  - Finale: 54.612 punten (vloer: 8.450 punten, paard voltige: 9.062 punten, ringen: 9.675 punten, paardsprong: 9.225 punten, brug: 9.450 punten, rekstok: 8.750 punten) (24e overall)
- Christoph Schaerer
  - Kwalificatie: 27.037 punten (88e overall, ging niet verder)
    - Vloer: 8.787 punten (72e overall, ging niet verder)
    - Paard voltige: 8.650 punten (74e overall, ging niet verder)
    - Brug: 8.737 punten (69e overall, ging niet verder)
    - Rekstok: 9.650 punten (26e overall, ging niet verder)

Mannen, ringen:
- Andreas Schweizer
  - Finale: 9.737 punten (8e overall)

Vrouwen, individuele meerkamp:
- Melanie Marti
  - Kwalificatie: 27.037 punten (88e overall, ging niet verder)
    - Vloer: 9.050 punten (49e overall, ging niet verder)
    - Brug ongelijk: 9.050 punten (58e overall, ging niet verder)
    - Evenwichtsbalk: 8.525 punten (66e overall, ging niet verder)
    - Paardsprong: 9.112 punten (slechts één sprong)

#### Trampoline
Mannen, individueel trampoline:
- Ludovic Martin
  - Kwalificatie: 66.80 (9e overall, ging niet verder)

### Judo
Mannen, tot 81 kg:
- Sergei Aschwanden
  - Laatste 32: Verloor van Ariel Sganga van Argentinië (Kuzure-kami-shiho-gatame; ippon - 4:26)

Vrouwen, tot 57 kg:
- Lena Goeldi
  - Laatste 32: Versloeg Maria Pekli van Australië (Ura-nage; ippon - 4:19)
  - Laatste 16: Versloeg Catherine Ewa Ekuta van Nigeria (Sode-tsurikomi-goshi; ippon - 4:06) (ging door naar de tweede herkansingsronde)
  - Herkansing Ronde 2: Verloor van Barbara Harel van Frankrijk (Fusen-gachi)

### Moderne vijfkamp
Mannen, individueel:
- Niklaus Bruenisholz
  - 5184 punten (14e overall)
    - Schieten: 180 punten (1096 punten)
    - Schermen: 14 W, 17 L (776 punten, Totaal: 1872 punten)
    - Zwemmen: 2:09.12 (1252 punten, Totaal: 3124 punten)
    - Met: 67.88 punten (1004 punten, Totaal: 4128 punten)
    - Hardlopen: 9:46.75 (1056 punten, Totaal: 5184 punten)

### Roeien
Mannen, skiff:
- Andre Vonarburg
  - Heats: 7:23.43 (2e in serie 1, ging door naar de herkansing)
  - Herkansing: 6:53.48 (1e in herkansing 6, ging door naar de halve finale A/B/C)
  - Halve finale A/B/C: 7:08.52 (4e in halve finale A/B/C 2, ging door naar de finale B)
  - Finale B: 6:47.26 (2e in finale B, 8e overall)

Mannen, dubbel-vier:
- Simon Stuerm, Christian Stoffer, Olivier Gremaud, Florian Stofer
  - Heats: 6:20.67 (5e in serie 1, ging door naar de herkansing)
  - Herkansing: 5:47.94 (2e in herkansing, ging door naar de halve finale A/B)
  - Halve finale A/B: 5:48.74 (6e in halve finale A/B/C 2, ging door naar de finale B)
  - Finale B: 6:04.53 (2e in finale B, 8e overall)

Vrouwen, skiff:
- Carolina Luethi
  - Heats: 7:49.88 (2e in serie 1, ging door naar de herkansing)
  - Herkansing: 7:37.90 (3e in herkansing 1, ging door naar de halve finale C/D)
  - Halve finale C/D: 7:47.33 (4e in halve finale C/D 2, ging door naar de finale C)
  - Finale C: 7:44.11 (3e in finale C, 15e overall)

### Zeilen
Mannen, mistral:
- Richard Stauffacher
  - 222 punten (24e overall)

Mannen, 470:
- Lukas Erni en Simon Bruegger
  - 163 punten (22e overall)

Mannen, star:
- Flavio Marazzi en Enrico De Maria
  - 70 punten (4e overall)

Vrouwen, mistral:
- Anja Kaeser
  - 121 punten (14e overall)

Open 49er:
- Christopher Rast en Christian Steiger
  - 137 punten (12e overall)

### Schieten
Mannen, 50 meter geweer drie posities:
- Marcel Buerge
  - Kwalificatie: 1158 punten (399 liggend, 379 staand, 380 geknield, 18e overall, ging niet verder)

Mannen, 50 meter kleinkalibergeweer:
- Marcel Buerge
  - Kwalificatie: 594 punten (T-9e overall, ging niet verder)

Mannen, 10 meter luchtgeweer:
- Marcel Buerge
  - Kwalificatie: 576 punten (47e overall, ging niet verder)

Mannen, 25 m snelvuurpistool:
- Niki Marty
  - Kwalificatie: 577 punten (12e overall, ging niet verder)

Vrouwen, 50 meter geweer 3 posities:
- Gaby Buehlmann
  - Kwalificatie: 575 punten (194 liggend, 189 staand, 192 geknield, T-13e overall, ging niet verder)

Vrouwen, 10 meter luchtgeweer:
- Gaby Buehlmann
  - Kwalificatie: 391 punten (T-27e overall, ging niet verder)

Vrouwen, 25 meter pistool:
- Cornelia Froelich
  - Kwalificatie: 557 punten (34e overall, ging niet verder)
- Monika Rieder
  - Kwalificatie: 568 punten (29e overall, ging niet verder)

Vrouwen, 10 meter luchtpistool:
- Cornelia Froelich
  - Kwalificatie: 384 punten (T-6e overall, gekwalificeerd)
  - Finale: 97.5 punten (Totaal: 481.5 punten, 7e overall)
- Monika Rieder
  - Kwalificatie: 366 punten (T-38e overall, ging niet verder)

### Zwemmen
Mannen, 50 meter vrije stijl:
- Karel Novy
  - Serie: 22.51 s (13e overall, gekwalificeerd)
  - Halve finale: 22.63 s (16e overall, ging niet verder)

Mannen, 100 meter vrije stijl:
- Karel Novy
  - Serie: 49.93 s (22e overall, ging niet verder)

Mannen, 200 meter vrije stijl:
- Dominik Meichtry
  - Serie: 1:49.45 s (11e overall, gekwalificeerd)
  - Halve finale: 1:50.02 (14e overall, ging niet verder)

Mannen, 100 meter schoolslag:
- Remo Luetolf
  - Serie: 1:03.82 (34e overall, ging niet verder)

Mannen, 400 meter wisselslag:
- Yves Platel
  - Serie: 4:28.94 (29e overall, ging niet verder)

Vrouwen, 50 meter vrije stijl:
- Dominique Diezi
  - Serie: niet gestart

Vrouwen, 100 meter vrije stijl:
- Dominique Diezi
  - Serie: 56.67 s (T-26e overall, ging niet verder)

Vrouwen, 200 meter vrije stijl:
- Hanna Miluska
  - Serie: 2:03.28 (24e overall, ging niet verder)

Vrouwen, 800 meter vrije stijl:
- Flavia Rigamonti
  - Serie: 8:38.10 (13e overall, ging niet verder)

Vrouwen, 4 x 100 meter vrije stijl estafette:
- Dominique Diezi, Marjorie Sagne en Seraina Pruente, Nicole Zahnd
  - Serie: 3:48.61 (15e overall, ging niet verder)

Vrouwen, 4 x 200 meter vrije stijl estafette:
- Chantal Strasser, Hanna Miluska, Nicole Zahnd en Flavia Rigamonti
  - Serie: 3:48.61 (15e overall, ging niet verder)

Vrouwen, 4 x 100 meter wisselslag:
- Dominique Diezi, Carmela Schlegel en Carla Stampfli, Nicole Zahnd
  - Serie: 4:15.54 (15e overall, ging niet verder)

### Vrouwen, synchroonzwemmen
Vrouwen, duet:
- Magdalena Brunner en Belinda Schmid
  - Voorronde Technical Routine: 90.667 punten (11e overall)
  - Voorronde Free Routine: 92.000 punten (Totaal: 91.334 punten, 11e overall, gekwalificeerd)
  - Finale Free Routine: 92.167 punten (Totaal: 91.418 punten, 10e overall

### Tennis
Mannen, enkelspel:
- (1) Roger Federer
  - Eerste ronde: Versloeg Nikolaj Davydenko uit Rusland (6 - 3, 5 - 7, 6 - 1)
  - Tweede ronde: Verloor van Tomáš Berdych uit Tsjechië (6 - 3, 5 - 7, 6 - 1)

Mannen, dubbelspel:
- Yves Allegro en Roger Federer
  - Eerste ronde: Versloeg Mariusz Fyrstenberg en Marcin Matkowski uit Polen (6 - 3, 6 - 2)
  - Tweede ronde: Verloor van Mahesh Bhupathi en Leander Paes uit India (6 (5) - 7, 3 - 6)

Vrouwen, enkelspel:
- Myriam Casanova
  - Eerste ronde: Verloor van Nicole Pratt uit Australië (3 - 6, 5 - 7)
- (10) Patty Schnyder
  - Eerste ronde: Versloeg Petra Mandula uit Hongarije (6 - 3, 6 - 4)
  - Tweede ronde: Versloeg Daniela Hantuchová uit Slowakije (3 - 6, 6 - 1, 6 - 4)
  - Derde ronde: Verloor van (5) Svetlana Koeznetsova uit Slowakije (3 - 6, 3 - 6)

Vrouwen, dubbelspel:
- (6) Myriam Casanova en Patty Schnyder
  - Eerste ronde: Versloeg Daniela Hantuchová en Janette Husárová uit Slowakije (6 - 3, 6 - 4)
  - Tweede ronde: Verloor van Yan Zi en Zheng Jie uit China (3 - 6, 3 - 6)

### Triatlon
Mannen individueel:
- Sven Riederer
  - 1:51:33.26 (Brons)
- Olivier Marceau
  - 1:52:44.36 (8e overall)
- Reto Hug
  - 2:01:40.43 (40e overall)

Vrouwen individueel:
- Brigitte McMahon
  - 2:07:07.73 (10e overall)
- Nicola Spirig
  - 2:08:44.46 (19e overall)

### Volleybal

#### Beachvolleybal
Mannen, beachvolleybal:
- Stefan Kobel en Patrick Heuscher
  - Groep E
    - Versloeg John Child en Mark Heese uit Canada (28 - 26, 21 - 18)
    - Versloeg Julien Prosser en Mark Williams uit Australië (16 - 21, 22 - 20, 15 - 9)
    - Versloeg Dain Blanton en Jeff Nygaard uit Verenigde Staten (21 - 16, 13 - 21, 15 - 13)

  - 1e in groep, gekwalificeerd (3 W, 0 L, 6 SW, 2 SL)
  - Laatste 16: Versloeg Miguel Maia en João Brenha uit Portugal (21 - 18, 21 - 19)
  - Kwartfinale: Versloeg Daxton Holdren en Stein Metzger uit Verenigde Staten (21 - 16, 21 - 19)
  - Halve finale: Verloor van Ricardo Santos en Emanuel Rego uit Brazilië (14 - 21, 21 - 19, 12 - 15)
  - Brons game: Julien Prosser en Mark Williams uit Australië (19 - 21, 21 - 17, 15 - 13) (Brons)
- Paul Laciga en Martin Laciga
  - Groep C
    - Versloeg Robert Nowotny en Peter Gartmayer uit Oostenrijk (21 - 14, 21 - 14)
    - Verloor van Javier Bosma en Pablo Herrera uit Spanje (19 - 21, 21 - 17, 9 - 15)
    - Versloeg Nik Berger en Florian Gosch uit Oostenrijk (21 - 17, 21 - 19)

  - 2e in groep, gekwalificeerd (2 W, 1 L, 5 SW, 2 SL)
  - Laatste 16: Versloeg Benjamin Insfran en Henrique Araujo Marcio of Brazilië (21 - 19, 19 - 21, 15 - 12)
  - Kwartfinale: Verloor van Ricardo Santos en Emanuel Rego uit Brazilië (13 - 21, 16 - 21)

Vrouwen, beachvolleybal:
- Nicole Schnyder-Benoit en Simone Kuhn
  - Groep D
    - Versloeg Guylaine Dumont en Annie Martin uit Canada (16 - 21, 13 - 21)
    - Versloeg Katherine Maaseide en Susanne Glesnes uit Noorwegen (18 - 21, 21 - 17, 13 - 15)
    - Verloor van Holly McPeak en Elaine Youngs uit Verenigde Staten (24 - 22, 17 - 21, 12 - 15)

  - 4e in groep, ging niet verder (0 W, 3 L, 2 SW, 6 SL)

### Worstelen

#### Vrije stijl
Mannen, vrije stijl tot 96 kg:
- Rolf Scherrer
  - Groep 7
    - Verloor van Vadym Tasoyev uit Oekraïne (1 - 6)
    - Verloor van Khadjimourat Gatsalov uit Rusland (1 - 3)

  - 3e in groep, ging niet verder (2 TP, 2 CP, 16e overall)

#### Grieks-Romeins
Mannen, Grieks-Romeins tot 74 kg:
- Reto Bucher
  - Groep 3
    - Versloeg Aliaksandr Kikiniou uit Wit-Rusland (3 - 1)
    - Versloeg Saiyinjiya uit China (6 - 2)

  - 1e in groep, gekwalificeerd (9 TP, 6 CP)
  - Kwartfinale: Versloeg Danil Khalimov uit Kazachstan (3 - 0; 6:23)
  - Halve finale: Verloor van Marko Yli-Hannuksela uit Finland (3 - 0)
  - Om de derde plaats: Verloor van Varteres Samourgachev uit Rusland (Fall; 1:07) (4e overall)

## Sporters die niet deelnamen
- Philipp Huber stond ingeschreven voor de tienkamp bij de mannen, maar hij startte niet.

## Officials
- President: Walter Kägi
- Secretaris-Generaal: Martin Rutishauser

Afghanistan · Albanië · Algerije · Amerikaanse Maagdeneilanden · Amerikaans-Samoa · Andorra · Angola · Antigua en Barbuda · Argentinië · Armenië · Aruba · Australië · Azerbeidzjan · Bahama's · Bahrein · Bangladesh · Barbados · België · Belize · Benin · Bermuda · Bhutan · Bolivia · Bosnië en Herzegovina · Botswana · Brazilië · Britse Maagdeneilanden · Brunei · Bulgarije · Burkina Faso · Burundi · Cambodja · Canada · Centraal-Afrikaanse Republiek · Chili · China · Chinees Taipei · Colombia · Comoren · Congo-Brazzaville · Congo-Kinshasa · Cookeilanden · Costa Rica · Cuba · Cyprus · Denemarken · Djibouti · Dominica · Dominicaanse Republiek · Duitsland · Ecuador · Egypte · El Salvador · Equatoriaal-Guinea · Eritrea · Estland · Ethiopië · Fiji · Filipijnen · Finland · Frankrijk · Gabon · Gambia · Georgië · Ghana · Grenada · Griekenland · Groot-Brittannië · Guam · Guatemala · Guinee · Guinee‑Bissau · Guyana · Haïti · Honduras · Hongarije · Hongkong · Ierland · IJsland · India · Indonesië · Irak · Iran · Israël · Italië · Ivoorkust · Jamaica · Japan · Jemen · Jordanië · Kaaimaneilanden · Kaapverdië · Kameroen · Kazachstan · Kenia · Kirgizië · Kiribati · Koeweit · Kroatië · Laos · Lesotho · Letland · Libanon · Liberia · Libië · Liechtenstein · Litouwen · Luxemburg · Macedonië · Madagaskar · Malawi · Malediven · Maleisië · Mali · Malta · Marokko · Mauritanië · Mauritius · Mexico · Micronesië · Moldavië · Monaco · Mongolië · Mozambique · Myanmar · Namibië · Nauru · Nederland · Nederlandse Antillen · Nepal · Nicaragua · Nieuw-Zeeland · Niger · Nigeria · Noord-Korea · Noorwegen · Oeganda · Oekraïne · Oezbekistan · Oman · Oostenrijk · Oost‑Timor · Pakistan · Palau · Palestina · Panama · Papoea-Nieuw-Guinea · Paraguay · Peru · Polen · Portugal · Puerto Rico · Qatar · Roemenië · Rusland · Rwanda · Saint Kitts en Nevis · Saint Lucia · Saint Vincent en Grenadines · Salomonseilanden · Samoa · San Marino · Sao Tomé en Principe · Saoedi-Arabië · Senegal · Servië en Montenegro · Seychellen · Sierra Leone · Singapore · Slovenië · Slowakije · Soedan · Somalië · Spanje · Sri Lanka · Suriname · Swaziland · Syrië · Tadzjikistan · Tanzania · Thailand · Togo · Tonga · Trinidad en Tobago · Tsjaad · Tsjechië · Tunesië · Turkije · Turkmenistan · Uruguay · Vanuatu · Venezuela · Verenigde Arabische Emiraten · Verenigde Staten · Vietnam · Wit-Rusland · Zambia · Zimbabwe · Zuid-Afrika · Zuid-Korea · Zweden · Zwitserland